# Campionato nordamericano femminile di pallavolo 2003
Il XVIII campionato nordamericano femminile di pallavolo si è svolto dal 13 al 18 settembre 2003 a Santo Domingo, nella Repubblica Dominicana. Al torneo hanno partecipato 7 squadre nazionali nordamericane e la vittoria finale è andata per la quarta volta, la seconda consecutiva, agli Stati Uniti.

## Gironi
| Girone A                                            | Girone B                    |
| --------------------------------------------------- | --------------------------- |
| Canada Porto Rico Rep. Dominicana Trinidad e Tobago | Cuba Costa Rica Stati Uniti |

## Fase finale

### Finali 1º - 3º posto
|  | Quarti     | Quarti          |             |        | Semifinale         | Semifinale         |  |  | Finale 1º/2º posto | Finale 1º/2º posto |
|  |            |                 |             |        |                    |                    |  |  |                    |                    |
|  |            |                 |             |        |                    |                    |  |  |                    |                    |
|  |            |                 |             |        |                    |                    |  |  |                    |                    |
|  | Cuba       | 3               |             |        |                    |                    |  |  |                    |                    |
|  | Cuba       | 3               |             |        |                    |                    |  |  |                    |                    |
|  | Porto Rico | 0               |             |        |                    |                    |  |  |                    |                    |
|  | Porto Rico | 0               | Cuba        | 3      |                    |                    |  |  |                    |                    |
|  |            |                 | Cuba        | 3      |                    |                    |  |  |                    |                    |
|  |            | Rep. Dominicana | 2           |        |                    |                    |  |  |                    |                    |
|  | -          | Rep. Dominicana | 2           | -      |                    |                    |  |  |                    |                    |
|  | -          |                 |             | -      |                    |                    |  |  |                    |                    |
|  | -          | -               |             |        |                    |                    |  |  |                    |                    |
|  | -          | -               | Stati Uniti | 3      |                    |                    |  |  |                    |                    |
|  |            |                 | Stati Uniti | 3      |                    |                    |  |  |                    |                    |
|  |            | Cuba            | 0           |        |                    |                    |  |  |                    |                    |
|  | Canada     | Cuba            | 0           | 3      |                    |                    |  |  |                    |                    |
|  | Canada     |                 |             | 3      |                    |                    |  |  |                    |                    |
|  | Costa Rica | 0               |             |        |                    |                    |  |  |                    |                    |
|  | Costa Rica | 0               | Stati Uniti | 3      | Finale 3º/4º posto | Finale 3º/4º posto |  |  |                    |                    |
|  |            |                 | Stati Uniti | 3      | Finale 3º/4º posto | Finale 3º/4º posto |  |  |                    |                    |
|  |            | Canada          | 0           |        |                    |                    |  |  |                    |                    |
|  | -          | Canada          | 0           | -      | Rep. Dominicana    | 3                  |  |  |                    |                    |
|  | -          |                 |             | -      | Rep. Dominicana    | 3                  |  |  |                    |                    |
|  | -          | -               |             | Canada | 0                  |                    |  |  |                    |                    |
|  | -          | -               |             |        | 0                  |                    |  |  |                    |                    |
|  |            |                 |             |        |                    |                    |  |  |                    |                    |
|  |            |                 |             |        |                    |                    |  |  |                    |                    |

## Classifica finale
| Classifica | Squadre           |
| ---------- | ----------------- |
|            | Stati Uniti       |
|            | Cuba              |
|            | Rep. Dominicana   |
| 4          | Canada            |
| 5          | Porto Rico        |
| 6          | Costa Rica        |
| 7          | Trinidad e Tobago |